# Sphaerotheca pannosa
Sphaerotheca pannosa là một loài Ascomycetes trong họ Erysiphaceae. Loài này được Wallr. Lev miêu tả khoa học đầu tiên năm 1851.
Đây là loài gây hại phát triển phổ biến ở Uzbekistan.